# Rodolfo Fierro

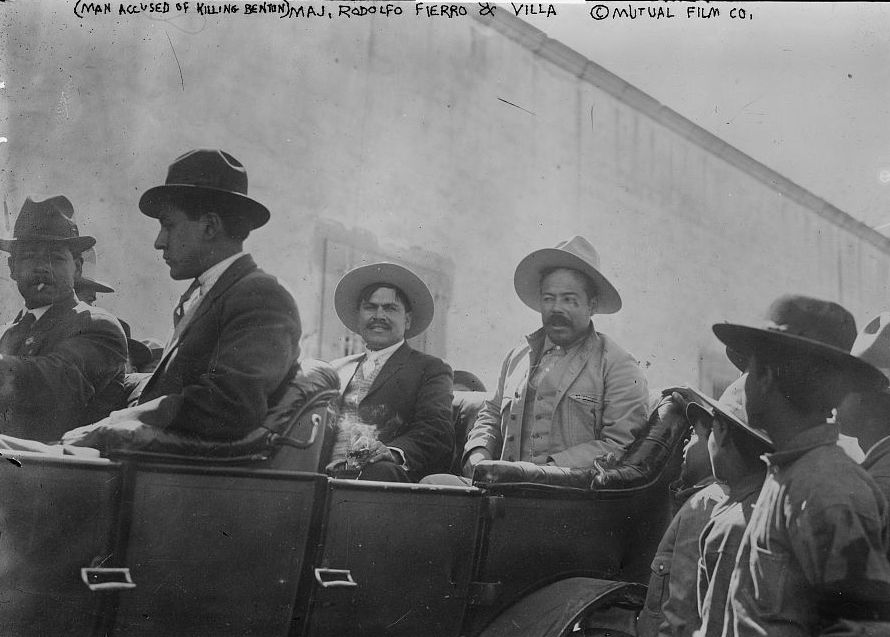
Els generals Rodolfo Fierro i Francisco Villa

Rodolfo Fierro (Charay, 1880 - 14 d'octubre del 1915) va ser un militar mexicà que va participar en la Revolució Mexicana. Nascut mare indígena i pare mestís, va ser abandonat al cap de poc d'haver nascut. El van adoptar Gumersindo i Venancia Fierro, família d'acollida de la qual va adoptar el cognom. Això li permeté tenir una vida millor diferent d'aquella que normalment hagués tingut amb la seva família consanguínia. La seva infància va transcórrer sense carències, ni econòmiques, ni sentimentals. Més tard, de jove, va allistar-se a l'armada per acabar treballant posteriorment als ferrocarrils, fins que el 1913 es va unir a les files de Francisco-Pancho-Villa per tal de lluitar en la Revolució Mexicana. La violència amb la qual va lluitar en dita revolta, li va valdre el renom d'el "Carnisser de la Revolució".